# Jerzy Śliziński

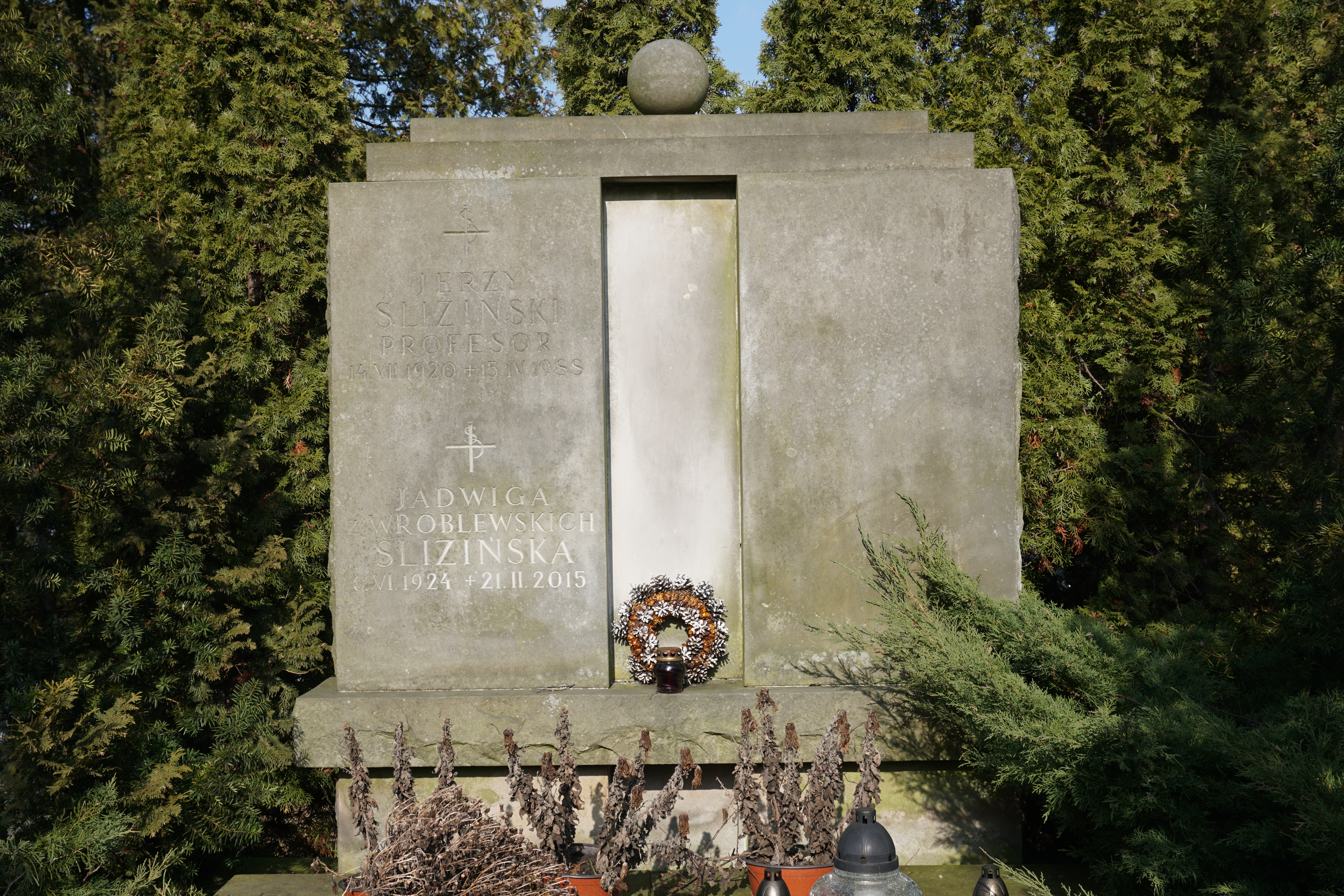
Grób prof. Jerzego Ślizińskiego na cmentarzu w Milanówku

Jerzy Śliziński (ur. 14 lipca 1920, Usti nad Labem, zm. 15 kwietnia 1988 Warszawa) – slawista, pisarz, badacz folkloru słowiańskiego.

## Życiorys
Urodzony w Czechach. Studiował orientalistykę na Uniwersytecie Karola w Pradze, którą później kontynuował na Uniwersytecie Warszawskim, gdzie uzyskał tytuł magistra. Po skończeniu studiów ożenił się z Polką i pracował w Ministerstwie Kultury i Sztuki, gdzie prowadził lektorat języka czeskiego w Seminarium Slawistycznym. W końcu lat 40. odnalazł nieznaną korespondencję Bolesława Jabłońskiego, którą opracował pisząc na jej podstawie swoją pracę doktorską. W 1956 roku uzyskał tytuł docenta, w 1964 – profesora nadzwyczajnego, a w 1986 zwyczajnego. Był wieloletnim pracownikiem Instytutu Słowianoznawstwa PAN i Uniwersytetu Warszawskiego.
Prowadził badania nad działalnością Braci Czeskich w Polsce oraz folklorem słowiańskim. Dużą część jego dorobku naukowego stanowiły opracowania dotyczące mniejszości słowiańskiej w Niemczech – Serbołużyczan. Jerzy Śliziński wydał w NRD zbiór bajek łużyckich, które zbierał podczas samodzielnych poszukiwań we wsiach łużyckich. 
Był redaktorem publikacji Bracia Grimm i folklor narodów słowiańskich Wrocław 1989. Wydał także zbiór referatów z sesji naukowej poświęconej związkom literatury Polski i Łużyc pt. Polsko-łużyckie stosunki literackie oraz opracował zbiór artykułów pt. Literatury słowiańskie o drugiej wojnie światowej – Wrocław 1973.
W 1973 prof. Śliziński zorganizował w Warszawie konferencję międzynarodową poświęconą wielkiemu łużyckiemu poecie Jakubowi Bart-Ćišinskiemu.
Jego córką jest historyczka sztuki i kuratorka Milada Ślizińska.
Zmarł 15 kwietnia 1988 w Warszawie. Został pochowany na cmentarzu w Milanówku.

## Dzieła
- Jan III Sobieski w literaturze narodów Europy, Warszawa 1979.
- Lenartowicz wśród Słowian zachodnich, Kraków 1972.